# Maureen Banura
Maureen Banura (* 13. Oktober 1996) ist eine ugandische Leichtathletin, die sich auf den Sprint spezialisiert hat.

## Sportliche Laufbahn
Erste internationale Erfahrungen sammelte Maureen Banura im Jahr 2013, als sie bei den erstmals ausgetragenen Jugendafrikameisterschaften in Warri in 25,66 s den fünften Platz im 200-Meter-Lauf belegte und über 100 Meter mit 12,75 s das Finale erreichte, dort aber nicht mehr an den Start ging. Im Jahr darauf startete sie über 200 Meter bei den Afrikameisterschaften in Marrakesch und schied dort mit 24,67 s im Halbfinale aus und 2015 verpasste sie bei den Juniorenafrikameisterschaften in Addis Abeba mit 13,26 s und 27,08 s jeweils den Finaleinzug über 100 und 200 Meter. 2022 wurde sie bei den Islamic Solidarity Games in Konya im Vorlauf über 200 Meter disqualifiziert und gelangte im 400-Meter-Lauf mit 55,32 s auf Rang fünf.
In den Jahren 2014 und 2017 wurde Banura ugandische Meisterin im 100-Meter-Lauf sowie 2014 auch über 200 Meter. 2017, 2019 und 2022 siegte sie in der 4-mal-100-Meter-Staffel sowie 2017 und 2022 auch in der 4-mal-400-Meter-Staffel.

## Persönliche Bestleistungen
- 100 Meter: 12,04 s (+1,7 m/s), 19. Juli 2017 in Kampala
- 200 Meter: 23,44 s (−0,8 m/s), 20. Juli 2017 in Kampala
- 400 Meter: 54,78 s, 24. Juni 2022 in Kampala